# Zblewo
Zblewo est un village polonais de la voïvodie de Poméranie et du powiat de Starogard. Il est le siège de la gmina de Zblewo et comptait 3721 habitants en 2021. 